# Haloclava producta
Haloclava producta là tên của một loài động vật thuộc bộ Hải quỳ nằm trong họ Haloclavidae. Chúng là loài tự nhiên ở vùng nước nông tại phía Tây Bắc của Đại Tây Dương ở giữa mũi Hatteras và vịnh Fundy.

## Mô tả
Thân của loài này dài 15 cm, phần đầu thì có miệng ở giữa là khoảng 20 xúc tu ngắn. Phần thân thì gầy và có khoảng 20 hàng các điểm phồng lên. Ở bên dưới thì có một bộ phận giống như đuôi dùng để đào bới.

## Sinh vật học
Chúng sống ở vùng nước nông thi thoảng nồng độ oxi rất thấp. Khi ấy, nó sẽ vươn người ra để lấy oxy. Nếu nó ở trong điều kiện nước nghèo oxy trong vài ngày, phần bên trong của nó sẽ chuyển sang màu đen và nó sẽ nhả ra khí Hydro Sulfide. Nó có thể sống trong điều kiện ấy khoảng 11 ngày hoặc là hơn.

## Chất độc
Tại Long Island, nhiều người bị viêm da với những đốm đỏ ngứa ngáy khi đưa tay hoặc chân vào bề mặt cát hoặc bùn bằng phẳng tại đây. Đó là do loài hải quỳ này. Tuy nhiên, các nhà khoa học phát hiện rằng khi đưa tay hoặc chân vào đây thì sẽ làm cho loài hải quỳ này cảm thấy bị đe doạ cho nên nó mới tiết ra chất độc. Đó được xem là hành vi tự vệ. Vùng thường bị viêm khi tiếp xúc với chất độc là bàn tay, cổ tay, mắt cá, đầu gối và bắp đùi trong.